# Jacqueline-Denise
Jacqueline-Denise est un ketch crevettier en bois, typique de l'entre-deux-guerres en mer du Nord.
Son port d'attache est Blankenberge en Belgique. Il porte l'immatriculation B 72. 

## Histoire
Ce crevettier a été lancé en 1942 du chantier Borey à Ostende. Il a été actif en pêcherie jusqu'en 1957.
Abandonné, il a été racheté et restauré en 2005 avec l'aide communale de la ville et le chantier naval Vandamme.
Il participe à de nombreux rassemblements de vieux voiliers sur les côtes de la Manche et mer du Nord. Il est présent  à la Fête de la mer de Boulogne-sur-Mer.